# Retie

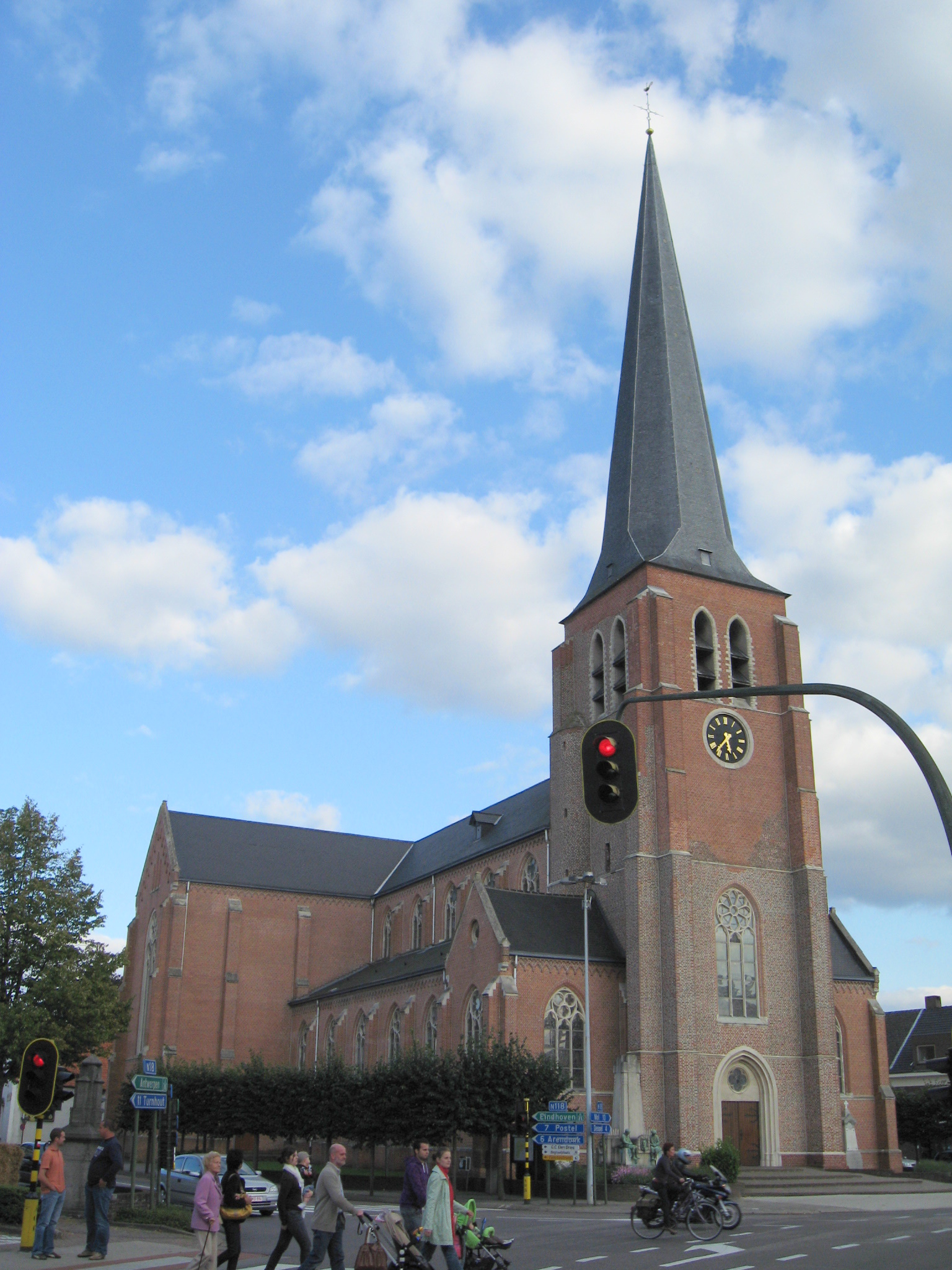
Sint-Martinuskerk

Retie is een plaats en gemeente in de provincie Antwerpen en behoort tot het kieskanton en het gerechtelijk kanton Arendonk.

## Geschiedenis
De naam "Retie", is afgeleid van de Latijnse persoonsnaam Retus en duidt het gebied aan dat eertijds een bezit was van een zekere Retus.
In de 12e eeuw behoorde Retie tot het Land van Geel. Toen Geel rond 1230 werd bevoorrecht met de rechten van Stad en Vrijheid, werd een schepenbank in het leven geroepen om in te staan voor het bestuur. Wellicht was er ook een afgevaardigde van Retie die zetelde in de raad, om de belangen van het dorp te verdedigen. Vanaf 1332 bezat Retie een eigen schepenbank, die vergaderde onder de takken van de lindeboom, die thans nog op het marktplein staat.
De parochie van Sint-Martinus werd vanaf 1264 bestuurd door de norbertijnen van de Abdij van Tongerlo. Zij stonden ook in voor de misvieringen en het innen van de tienden. Dit duurde tot 1819. De oude Sint-Martinuskerk stamde uit de 16e eeuw maar werd in 1871 afgebroken. Enkel een deel van de toren bleef behouden. De huidige kerk dateert van 1872.

## Geografie

### Woonkernen
De Kempense gemeente telt ruim 11.000 inwoners. Binnen de gemeentegrenzen liggen van oudsher meerdere woonkernen: het centrum, Hodonk, Looiend, Obroek en Den Brand. Werbeek was tot 1820 een aparte gemeente. Sinds 1 januari 1977 hoort daar ook het dorp Schoonbroek bij dat geërfd werd van Oud-Turnhout.

### Hydrografie
Retie is het dorp van de Zeven Neten: de Looiendse Nete, de Kleine Nete, de Zwarte Nete, de Werbeekse Nete, de Plas Nete, de Witte Nete en het Nonnen Neetje. Samen met de Wamp vormen zij bovenlopen van de Kleine Nete en zij zijn bij de meest zuivere riviertjes van Vlaanderen.

### Aangrenzende gemeenten
| Aangrenzende gemeenten | Aangrenzende gemeenten | Aangrenzende gemeenten | Aangrenzende gemeenten | Aangrenzende gemeenten |
| ---------------------- | ---------------------- | ---------------------- | ---------------------- | ---------------------- |
| Oud-Turnhout           |                        | Arendonk               |                        |                        |
|                        |                        |                        |                        |                        |
| Kasterlee              | Mol                    |                        |                        |                        |
|                        |                        |                        |                        |                        |
| Geel                   |                        | Mol                    |                        | Dessel                 |

## Bezienswaardigheden

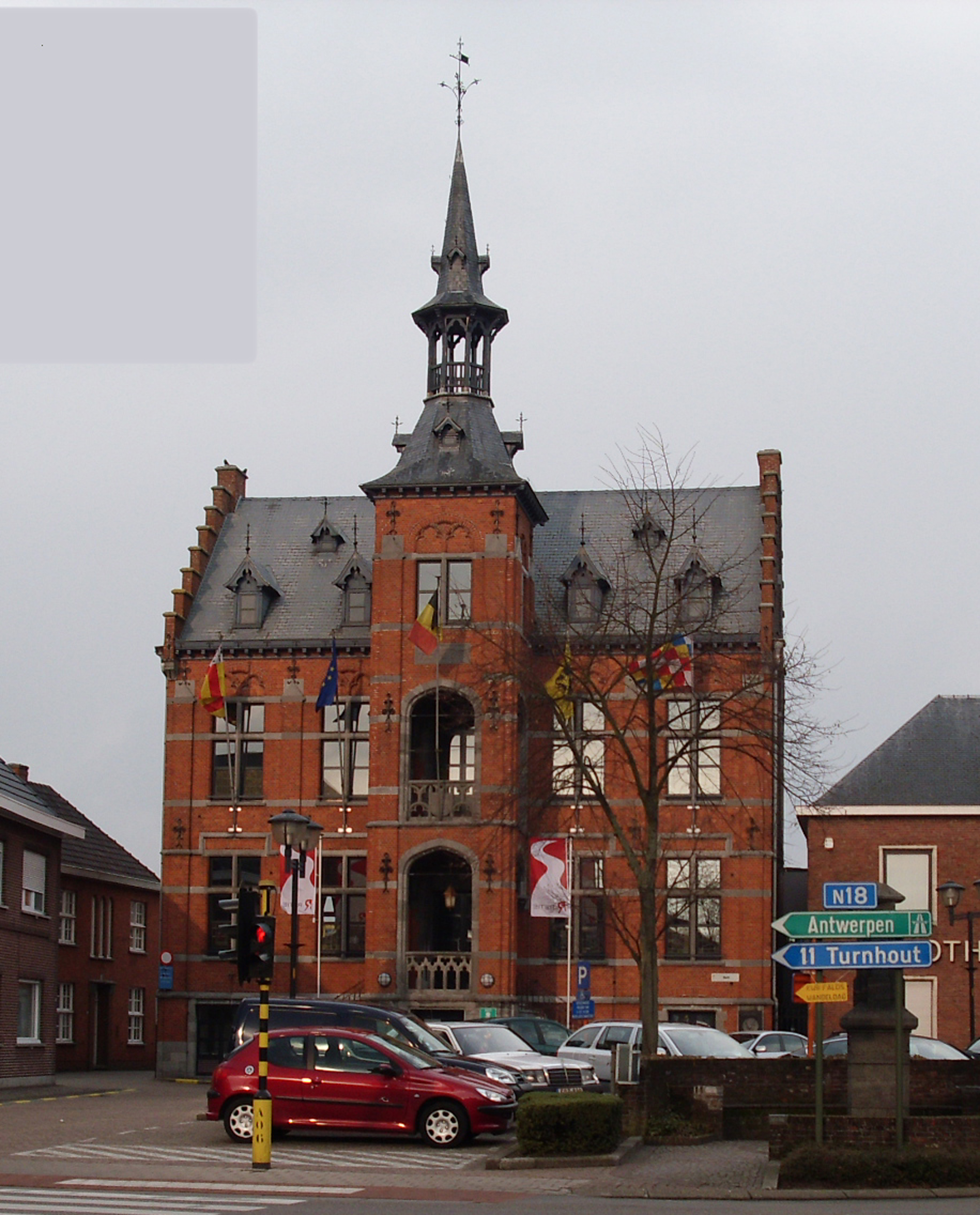
Gemeentehuis

### De Lindeboom
In het centrum van het het dorp staat de Retiese dorpslinde. De stam heeft een omtrek van vier meter en de kruin een doorsnede van twaalf meter. Sommige bronnen vermelden de hypothese dat de linde als een soort vrijheidsboom zou geplant zijn in 1332, toen Retie een autonome heerlijkheid in het land van Geel werd. Een van de oudste vermelding van de Lindeboom dateert uit 1652. Een document uit dat jaar meldt immers het overlijden van een zekere "Syken onder de linde". Zoals de naam suggereert, werd deze vrouw als pasgeborene op het einde van de jaren 1500 of in het begin van de 17e eeuw onder de linde te vondeling gelegd. De lindeboom was toen zeker al volwassen, mogelijk honderd, tweehonderd jaar oud. Deze lindeboom was oorspronkelijk naar Germaans gebruik een gerechtslinde. Het was de plaats waar de schepenbank zetelde en het jaargeding plaatsvond. Van 1727 tot begin deze eeuw werd er elke maandag botermarkt gehouden onder deze linde. In 1988 werd de metalen constructie uit 1891 die de linde bijna honderd jaar ondersteund heeft, vervangen door de huidige ondersteuning in padoekhout.

### Kasteel van Rethy
Het Kasteel van Rethy is een landhuis uit 1906 waar een fraai park van 30 ha om heen ligt. Er is een hoeve aan verbonden die al in de 16e eeuw werd vermeld. Het Kasteel van Rethy vierde in 2006 zijn honderdste verjaardag. Het neogotisch kasteel werd gebouwd naar een ontwerp van de Leuvense architect Langerock in opdracht van François du Four, destijds burgemeester van Turnhout en eigenaar van de drukkerij Brepols. Het prachtig park in Engelse stijl werd aangelegd door de Brusselse landschapsarchitect Jules Buyssens.

### Watermolen van Retie
De watermolen van Retie is een ten zuidwesten van de dorpskern, tussen Retie en Kasterlee, gelegen watermolen aan de oever van de Kleine Nete. Het is een onderslagmolen met een metalen waterrad met houten schoepen en een metalen maalinstallatie in het bakstenen molenhuis met schilddak.
Waarschijnlijk waren de Paters Benedictijnen van de Abdij van Corbie de bouwers van de molen. De molen bestaat mogelijk al van de achtste eeuw. In het register van Leenhof van Brabant staat al een vermelding over de watermolen van het jaar 1134. In dat jaar was de watermolen eigendom van het adellijk geslacht, de Berthouts van Grimbergen. Juridisch was het een zgn. banmolen. Zulke molens stonden onder toezicht van de dorpsheer, elke onderdaan was verplicht er zijn graan te laten malen en een gedeelte van het meel als belasting in natura aan de soevereine heer af te staan. In 1765 werd de watermolen in steen herbouwd. De ganse 19de eeuw bleef de watermolen en omliggende goederen eigendom van heren met een huurder-molenaar op de watermolen en bijhorende oliemolen. Uiteindelijk, in 1912 verkocht baron du Four uit Turnhout, de watermolen, de grote hoeve en omliggende goederen aan molenaar Jan Quets uit Retie.

### Pastorie
In de Passtraat, richting Kasterlee, bevindt zich de voormalige Pastorie, gebouwd in 1696 in opdracht van prelaat Crils van de norbertijnerabdij van Tongerlo. Destijds was het de woning van de pastoor (tot 1819 een Tongerlose norbertijn), maar ook de tijdelijke verblijfplaats van de abt die geregeld op bezoek kwam om de tienden te innen. In 1995 werd de buitengevel van het gebouw volledig gerestaureerd. Momenteel wordt het gebouw gebruikt door de politie en verschillende verenigingen. De rechterzijvleugel werd begin 2005 ingericht als polyvalente ruimte ‘De Vest’.

### Retabel van Sint-Job
De kerk van Sint-Job in Schoonbroek bezit een uitzonderlijk meesterwerk, een retabel uit houtsnijwerk uit de 16de eeuw dat het leven van Job uitbeeldt. Het O-L-Vrouwaltaar (1784) is afkomstig uit de Priorij van Corsendonk in de buurgemeente Oud-Turnhout. Over het retabel zijn tot nu toe geen archivalia gevonden. Stilistisch gezien kan het als een relatief hoogstaand Antwerps werk uit ca. 1530 worden beschouwd. In 1864 - 1865 werd het gerestaureerd. Het retabel bevindt zich op het hoofdaltaar en is samengesteld uit een retabelkast met verhoogd middenvak en twee zijvakken, een geschilderde predella en twee dubbele zijluiken, binnen en buiten beschilderd. De bovenzijde is accoladevormig uitgewerkt. Op de verhoogde rondboog boven het middenvak van de kast prijkt een beeldje van Sint-Job.

### De Heerser
De De Heerser is een windmolen in Retie die zich op 3 kilometer van de dorpskern bevindt, tussen Retie en Schoonbroek

### Onze-Lieve-Vrouw-ter-Sneeuwkapel
De Onze-Lieve-Vrouw-ter-Sneeuwkapel ligt in Werbeek, een gehucht van Retie, op de weg naar Mol. 
In 1646 werd een houten kapel gebouwd waarin het beeldje een plaats kreeg. In 1665 werd deze kapel vervangen door een stenen kapel. De kapel heeft een achthoekige vorm met een uitbouw voor het priesterkoor. De legende wordt weergegeven in de vier brandglasramen. In 1974 werd het originele Mariabeeldje gestolen.

### Sint-Pieterskapel

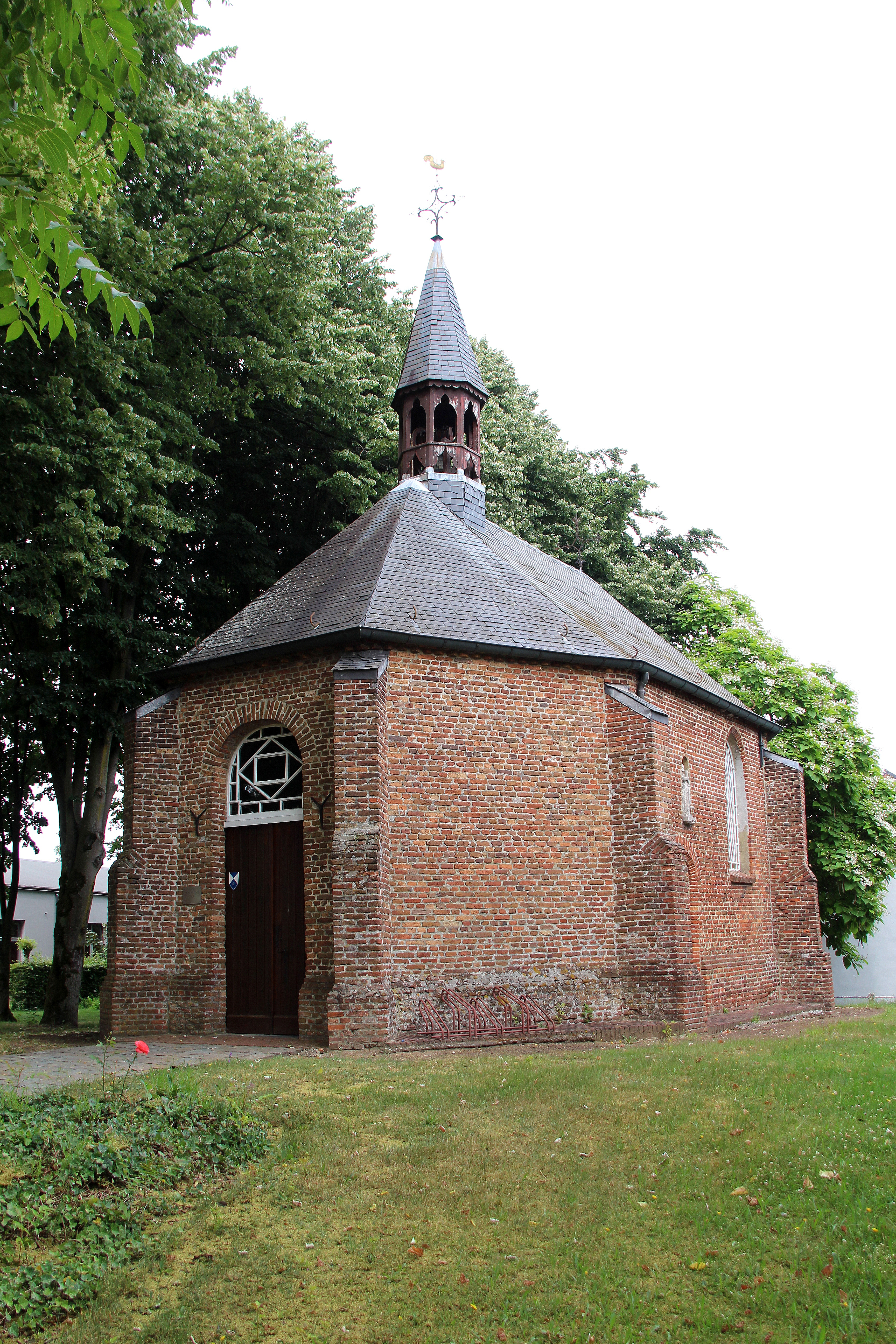
De Sint-Pieterskapel

De Sint-Pieterskapel is vermoedelijk de oudste kerk van Retie en is gelegen aan de noordwestrand van de dorpskern op het vakantiedomein "De Linde".
Het is een bakstenen zaalkerkje onder een leien dak met dakruiter. De kapel bevindt zich op een verhevenheid en wordt geflankeerd door (lei)linden.

### Oorlogsmonumenten
In het gehucht Kortijnen staat een oorlogsmonument om de bemanning en passagiers (pathfinders van de Amerikaanse 101e Luchtlandingsdivisie) van Dakota 42-100981 te eren. Het toestel stortte daar neer op 17 september 1944 tijdens de Tweede Wereldoorlog bij het begin van Operatie Market Garden. De vijfkoppige bemanning en vier van de tien pathfinders overleefden de crash niet.

## Natuur en landschap
Retie ligt in de Kempen op een hoogte van 18-31 meter. Ten oosten van Retie ligt het Kanaal Dessel-Turnhout-Schoten. Verder loopt hier het in onbruik geraakte kanaaltje De Gracht, dat het kanaal verbindt met het zuidelijker gelegen Kanaal Bocholt-Herentals.
De beken in de buurt van Retie stromen in zuidwestelijke richting en monden uit in de Kleine Nete die via de Nete en de Rupel in de Schelde uitmondt.
Tot de natuurgebieden van Retie behoort het Provinciaal Domein Prinsenpark.

## Demografie

### Demografische ontwikkeling
- Bronnen:NIS, Opm:1806 tot en met 1981=volkstellingen; 1990 en later= inwonertal op 1 januari

| Inwoners van jaar tot jaar op 1 januari 1992 tot heden | Inwoners van jaar tot jaar op 1 januari 1992 tot heden | Inwoners van jaar tot jaar op 1 januari 1992 tot heden |
| jaar                                                   | Aantal                                                 | Evolutie: 1992=index 100                               |
| ------------------------------------------------------ | ------------------------------------------------------ | ------------------------------------------------------ |
| 1992                                                   | 9.130                                                  | 100,0                                                  |
| 1993                                                   | 9.267                                                  | 101,5                                                  |
| 1994                                                   | 9.316                                                  | 102,0                                                  |
| 1995                                                   | 9.440                                                  | 103,4                                                  |
| 1996                                                   | 9.497                                                  | 104,0                                                  |
| 1997                                                   | 9.568                                                  | 104,8                                                  |
| 1998                                                   | 9.686                                                  | 106,1                                                  |
| 1999                                                   | 9.738                                                  | 106,7                                                  |
| 2000                                                   | 9.733                                                  | 106,6                                                  |
| 2001                                                   | 9.797                                                  | 107,3                                                  |
| 2002                                                   | 9.899                                                  | 108,4                                                  |
| 2003                                                   | 9.957                                                  | 109,1                                                  |
| 2004                                                   | 10.014                                                 | 109,7                                                  |
| 2005                                                   | 10.168                                                 | 111,4                                                  |
| 2006                                                   | 10.321                                                 | 113,0                                                  |
| 2007                                                   | 10.485                                                 | 114,8                                                  |
| 2008                                                   | 10.545                                                 | 115,5                                                  |
| 2009                                                   | 10.683                                                 | 117,0                                                  |
| 2010                                                   | 10.741                                                 | 117,6                                                  |
| 2011                                                   | 10.806                                                 | 118,4                                                  |
| 2012                                                   | 10.799                                                 | 118,3                                                  |
| 2013                                                   | 10.817                                                 | 118,5                                                  |
| 2014                                                   | 10.897                                                 | 119,4                                                  |
| 2015                                                   | 10.980                                                 | 120,3                                                  |
| 2016                                                   | 11.096                                                 | 121,5                                                  |
| 2017                                                   | 11.184                                                 | 122,5                                                  |
| 2018                                                   | 11.240                                                 | 123,1                                                  |
| 2019                                                   | 11.396                                                 | 124,8                                                  |
| 2020                                                   | 11.508                                                 | 126,0                                                  |
| 2021                                                   | 11.582                                                 | 126,9                                                  |
| 2022                                                   | 11.663                                                 | 127,7                                                  |
| 2023                                                   | 11.841                                                 | 129,7                                                  |
| 2024                                                   | 11.867                                                 | 130,0                                                  |
| 2025                                                   | 11.995                                                 | 131,4                                                  |

## Politiek

### Structuur
De gemeente Retie ligt in het kieskanton Arendonk en het provinciedistrict Turnhout. Deze maken deel uit van het kiesarrondissement Mechelen-Turnhout en de kieskring Antwerpen.
| Retie            | Retie            | Supranationaal         | Nationaal                         | Nationaal           | Gemeenschap         | Gewest              | Provincie           | Arrondissement    | Provinciedistrict | Kanton          | Gemeente        |
| ---------------- | ---------------- | ---------------------- | --------------------------------- | ------------------- | ------------------- | ------------------- | ------------------- | ----------------- | ----------------- | --------------- | --------------- |
| Administratief   | Niveau           | Europese Unie          | België                            | België              | Vlaanderen          | Vlaanderen          | Antwerpen           | Turnhout          | Turnhout          | Turnhout        | Retie           |
| Administratief   | Bestuur          | Europese Commissie     | Belgische regering                | Belgische regering  | Vlaamse regering    | Vlaamse regering    | Deputatie           | Deputatie         | Deputatie         | Deputatie       | Gemeentebestuur |
| Administratief   | Raad             | Europees Parlement     | Kamer van volksvertegenwoordigers | Vlaams Parlement    | Vlaams Parlement    | Vlaams Parlement    | Provincieraad       | Provincieraad     | Provincieraad     | Provincieraad   | Gemeenteraad    |
| Kiesomschrijving | Kiesomschrijving | Nederlands Kiescollege | Kieskring Antwerpen               | Kieskring Antwerpen | Kieskring Antwerpen | Kieskring Antwerpen | Kieskring Antwerpen | Mechelen-Turnhout | Turnhout          | Arendonk        | Retie           |
| Verkiezing       | Verkiezing       | Europese               | Federale                          | Federale            | Vlaamse             | Vlaamse             | Provincieraads-     | Provincieraads-   | Provincieraads-   | Provincieraads- | Gemeenteraads-  |

| College van burgemeester en schepenen | College van burgemeester en schepenen |
| ------------------------------------- | --- |
| Burgemeester                          | Patrick Geuens (Nieuw Retie) |
| Schepenen                             | 1. Koen Claessens (Nieuw Retie) 2. Natalie Adriaensen (Nieuw Retie) 3. Dominik Huysmans (Nieuw Retie) 4. Kato Slegers (Nieuw Retie) 5. Lut Hermans (Nieuw Retie) |

### Geschiedenis

#### Lijst van burgemeesters
| Tijdspanne | Tijdspanne   | Burgemeester                          |
| ---------- | ------------ | ------------------------------------- |
|            | 1800 - 1817  | Petrus Joannes Baptiste Van den Eynde |
|            | 1817 - 1839  | Pieter Jozef Van den Eynde            |
|            | 1840 - 1869  | Karel Gilbert Van den Eynde           |
|            | 1870 - 1877  | Ludovicus Dominicus Van den Eynde     |
|            | 1877 - 1892  | Henricus Van Herck                    |
|            | 1892 - 1893  | Frans Van Gansewinkel                 |
|            | 1895 - 1920  | Aloïs Van Gansewinkel                 |
|            | 1921 - 1938  | Aloïs De Vel                          |
|            | 1939 - 1943  | Edgard De Vel                         |
|            | 1943 - 1944  | Jan Praet                             |
|            | 1947 - 1952  | Constant Graulus                      |
|            | 1953 - 1964  | Frans Schepens                        |
|            | 1965 - 1983  | Jos Van Looy (CVP)                    |
|            | 1983 - 2000  | August Adriaensen (CVP)               |
|            | 2001 - 2012  | Francis (Cis) Schepens (Nieuw Retie)  |
|            | 2013 - heden | Patrick Geuens (Nieuw Retie)          |

#### Legislatuur 1977-1982
Bij de lokale verkiezingen in oktober 1976 voorafgaand aan de fusie van gemeenten in januari worden er drie lijsten ingediend, met name door de CVP, SP en Nieuw Retie (NR). Burgemeester was Jos Van Looy (CVP), hij leidde een homogene christendemocratisch schepenbank. De bestuursploeg werd voorts gevormd door August Adriaensen, Vic Adriaensen, Leon Wens en Mia Luyten-Janssens.

#### Legislatuur 1983-1988
Bij de lokale verkiezingen in oktober 1982 werden vier kieslijsten ingediend. Naast de drie gevestigde partijen, was er de lijst Gemeentebelangen (GMB). Enkele ACW-leden, waaronder Jef Van Gestel en Gust Peeters, maken de overstap van NR naar CVP. Burgemeester was Gust Adriaensen (CVP), hij leidde een homogeen christendemocratische bestuursploeg die voorts bestond uit Roger Vos, Vic Adriaensen, Leon Wens en Jef Van Gestel.

#### Legislatuur 1989-1994
De GMB kwam niet opnieuw op. Burgemeester was August Adriaensen (CVP), hij leidde een homogeen christendemocratische bestuursploeg die voorts bestond uit Marc Van Looy, Roger Vos, Vic Smets en Gust Peeters.

#### Legislatuur 1995-2000
De SP kwam niet opnieuw op. De CVP kwam in verdeelde slagorde aan de stembusslag, naast de CVP-lijst was er de scheurlijst 'Katholieke Partij Retie' (KPR). Ook Agalev nam voor de eerste keer deel. Burgemeester was August Adriaensen (CVP), hij leidde een homogene CVP-bestuursploeg die voorts bestond uit Lief Dams, Gust Peeters, Dirk Vanleuven en Rik Raeymaekers. Op 29 februari werd Dirk Vanleuven opgevolgd als schepen door Def Claessen. In de laatste twee jaar van de legislatuur ontstaan er interne twisten binnen de CVP. Toos Moonen stemt met de oppositie mee nadat een afgesproken schepenwissel door Def Claessen niet werd nagekomen.

#### Legislatuur 2001-2006
De KPR kwam niet opnieuw op, wel had de kiezer opnieuw de keuze tussen vier kieslijsten door de eerste opkomst van de Volksunie (als VU&ID). Door de interne twisten kwam CVP verzwakt aan de stembusgang, dit vertaalde zich in een verkiezingsnederlaag. Burgemeester was Cis Schepens (NR), hij leidde een liberaal homogeen college dat voorts bestond uit Lief Govaerts, Patrick Geuens, Margriet Blockx en Koen Claessens. OCMW-voorzitter was Theo Mertens.

#### Legislatuur 2007-2012
Zowel Agalev als de inmiddels uit elkaar gevallen Volksunie kwamen niet meer op. De socialisten dienden opnieuw een lijst in. Na achttien jaar niet vertegenwoordigd te zijn in de gemeenteraad, haalden ze opnieuw een zetel binnen. De CD&V trok in Valentijnskartel met N-VA naar de kiezer. De kiesstrijd tussen NR en CD&V & N-VA werd met enkele procentpunten beslecht in het voordeel van de christendemocraten en Vlaams-Nationalisten. De sp.a had hierdoor scheepsrecht en sloot een coalitie met de liberale NR. Burgemeester was Cis Schepens (NR), voorts bestond de bestuursploeg uit David Staes, Patrick Geuens, Margriet Blockx, Lief Govaerts en Koen Claessens. OCMW-voorzitter was Theo Mertens.

#### Legislatuur 2013-2018
Het valentijnskartel tussen CD&V en N-VA sneuvelde ook in Retie. Hierdoor had de kiezer de keuze tussen vier kieslijsten. Patrick Geuens (NR) werd burgemeester. Hij leidt een coalitie van NR en N-VA. Voorts werd de bestuursploeg gevormd door Koen Claessens, Fonny Matthijs, Luc Janssens, Kristel Pelckmans en Thomas Wynants. OCMW-voorzitter was Margriet Blockx.

#### Legislatuur 2019-2024
Voor deze periode haalde Nieuw Retie de absolute meerderheid en werd er zoals in 2001-2006 een homogeen NR-college gevormd.

#### Legislatuur 2025-2030
RIA - Retie In Actie kwam voor de eerste keer op en haalde meteen 10 zetels binnen. Nieuw Retie behield echter haar absolute meerderheid met 50,6 procent van de stemmen, 0,9 procentpunt extra in vergelijking met de verkiezingen van 2018.

#### Resultaten gemeenteraadsverkiezingen sinds 1976
| Partij of kartel     | Partij of kartel                                | 10-10-1976 | 10-10-1976 | 10-10-1982 | 10-10-1982 | 9-10-1988 | 9-10-1988 | 9-10-1994 | 9-10-1994 | 8-10-2000 | 8-10-2000 | 8-10-2006 | 8-10-2006 | 14-10-2012 | 14-10-2012 | 14-10-2018 | 14-10-2018 | 13-10-2024 | 13-10-2024 |
| Stemmen / Zetels     | Stemmen / Zetels                                | %          | 19         | %          | 19         | %         | 19        | %         | 21        | %         | 21        | %         | 21        | %          | 21         | %          | 21         | %          | 21         |
| -------------------- | ----------------------------------------------- | ---------- | ---------- | ---------- | ---------- | --------- | --------- | --------- | --------- | --------- | --------- | --------- | --------- | ---------- | ---------- | ---------- | ---------- | ---------- | ---------- |
|                      | Nieuw Retie                                     | 30,84      | 6          | 35,01      | 7          | 44,34     | 9         | 44,03     | 10        | 48,74     | 12        | 44,23     | 10        | 39,46      | 9          | 49,8       | 11         | 50,6       | 11         |
|                      | SP1/ sp.a2                                      | 12,881     | 1          | 8,621      | 1          | 7,431     | 0         | -         |           | -         |           | 11,422    | 1         | 7,472      | 1          | -          |            | -          |            |
|                      | CVP1/ CD&V-N-VAA/ CD&V2 / RIA - Retie In Actie3 | 56,281     | 12         | 48,121     | 10         | 48,231    | 10        | 47,281    | 11        | 38,841    | 9         | 44,35A    | 10        | 38,252     | 9          | 35,22      | 8          | 44,93      | 10         |
|                      | VU&ID1/ CD&V-N-VAA/ N-VA2                       | -          |            | -          |            | -         |           | -         |           | 6,411     | 0         | 44,35A    | 10        | 14,812     | 2          | 15,02      | 2          | 4,52       | 0          |
|                      | Agalev                                          | -          |            | -          |            | -         |           | 6,24      | 0         | 6,01      | 0         | -         |           | -          |            | -          |            | -          |            |
|                      | KPR                                             | -          |            | -          |            | -         |           | 2,46      | 0         | -         |           | -         |           | -          |            | -          |            | -          |            |
|                      | GMB                                             | -          |            | 8,25       | 1          | -         |           | -         |           | -         |           | -         |           | -          |            | -          |            | -          |            |
| Totaal stemmen       | Totaal stemmen                                  | 5028       | 5028       | 5755       | 5755       | 6384      | 6384      | 6724      | 6724      | 7005      | 7005      | 7520      | 7520      | 7618       | 7618       | 7927       | 7927       | 5803       | 5803       |
| Opkomst %            | Opkomst %                                       |            |            |            |            | 97,47     | 97,47     | 96,86     | 96,86     | 95,59     | 95,59     |           |           | 95,31      | 95,31      | 94,8       | 94,8       | 68,2       | 68,2       |
| Blanco en ongeldig % | Blanco en ongeldig %                            | 4,55       | 4,55       | 4,85       | 4,85       | 4,06      | 4,06      | 4,37      | 4,37      | 5,77      | 5,77      | 5,32      | 5,32      | 3,06       | 3,06       | 4,2        | 4,2        | 0,9        | 0,9        |

De rode cijfers naast de gegevens duiden aan onder welke naam de partijen telkens bij een verkiezing opkwamen.

De zetels van de gevormde meerderheid worden in vetjes aangeduid. De grootste partij is in kleur.

## Cultuur

### Evenementen

#### Driekoningenzingen
Er wordt, niet zoals in de meeste streken in België op 6 januari, maar op 5 januari Driekoningen gezongen. In de namiddag gaan de kinderen zingen.
De volwassenen gaan ook zingen, maar dan wel 's avonds. De volwassenen gaan volledig onherkenbaar verkleed en onaangekondigd langs bij vrienden. De vrienden moeten dan proberen te raden wie de gasten zijn met ja-nee vragen waarop de gasten alleen maar mogen knikken als antwoord. Natuurlijk wordt hierbij het nodige bier genuttigd.

#### Goriënzingen
In Schoonbroek gaan de kinderen de eerste zaterdag na 12 maart zingend rond. Met een veelkleurige papieren hoed op, versierd met bloemen en slingers, gaan de kinderen van deur tot deur en zingen ze 'Goriën, goriën, gee-goa, hèdde gèn kinnekes die meegoan, …'. Met goriënhorens, grote koehorens, die van vader op zoon worden doorgegeven, kondigen de zangers hun komst aan.

#### Folklorefeest
Elk jaar op 15 augustus vindt er op 't Schijf een Internationaal Folklorefeest plaats. Het feest opent 's morgens met een misviering in openlucht. 's Middags vinden er op het terrein optredens plaats van internationale volksdansgroepen. Ook worden er demonstraties van oude (kunst)ambachten, kinder- en randanimatie aangeboden. 2010 was (voorlopig) echter het laatste jaar waarin het folklorefeest georganiseerd werd.

#### Krikkrakzingen
De laatste zondag van september trekken de kinderen na zonsondergang zingend door de straten met verlichte voorwerpen: lampions, uitgeholde bieten en dergelijke. Ze zingen dan het krikkraklied (Krikkrak tjoelala, tjoelala krikkrak en overal... en overal waar de meisjes zijn, waar de meisjes zijn en overal, waar de meisjes zijn is’t bal).

#### Sint Maartenfeest
Sint Maarten is de patroonheilige van de parochie in het centrum gelegen. Dit wordt op 11 november gevierd. In de voormiddag trekken de kinderen van deur tot deur en zingen het "Sinte Mettelied" (Vandoag is 't Sinte-Mètten en mérregen is 't de kruk, we komen uit goeie herten en help os uit den druk.) terwijl ze geld en snoepgoed inzamelen. Reeds weken van tevoren is de jeugd bezig met het verzamelen van hout om een zo groot mogelijke brandstapel te maken. Na het invallen van de duisternis worden de vuren in alle wijken en gehuchten ontstoken. Rond de vuren worden warme chocolademelk en wafels uitgedeeld en vooral de nodige alcoholische dranken genuttigd.

### Muziek

#### Koor
Retie huisvest verschillende koren, waaronder het gemengd koor 4-tune, onder leiding van Bert Verdonk. 4-tune (verwijzend naar 'fortuna: geluk' & '4-stemmig zingen') werd opgericht in november 1999 en telt zo’n 27 zangers. In 2010 werd het koor voor de 3e maal op rij in de ere-afdeling ingedeeld tijdens het koortornooi van de provincie Antwerpen. In 2011 werd het als enige volwassenenkoor finalist van de prestige-wedstrijd Koor van het jaar van Koor&stem.

## Mobiliteit

### Wegennet
Retie is een landelijke Kempische gemeente gelegen in het oosten van de provincie Antwerpen in het hartje van de driehoek Geel, Turnhout, Mol, en is zeer makkelijk te bereiken via de E34.

### Wandelwegen
- De Gracht 16 km
- Looiendse Bossen 10 km
- St.-Jobswandeling 9 km
- Dorpswandeling 4 km
- Het Warme-Netepad 5 km
- Beverdonkse Heide 10 km
- De Graaf 5 km

### Fietspaden
- Miel Ottenpad 30 km
- Prinsenpad 54 km
- Corsendonkpad 53 km

## Bekende inwoners
- Lodewijk de Koninck (1838-1924), schrijver
- Jozef De Voght (1877-1956), priester, pastoor en auteur.
- Frans Verachtert (1909-1988), taalkundige, auteur en uitgever
- Jos Van Looy (1922-2012), politicus
- Jozef Smets (1914-2021), priester en pastoor
- Bert Decorte (1915-2009), dichter
- Zefa Raeymaekers (1922-2017), journalist en politicus
- Vic Van Offenwert (1930-2008), voetballer
- Karel Meulemans (1934), duivenmelker
- Luc Van Loon (1942), journalist
- Marc Dex (1943), zanger
- Juul Kabas (1944-2022), volkszanger
- Julien Cools (1947), voetballer
- Stijn Smets (1977), presentator
- Daan Heymans (1999), voetballer
- Jarne Heylen (2006), acteur

## Nabijgelegen kernen
Postel, Arendonk, Schoonbroek, Dessel, Kasterlee, Geel